# Knut Åkerhielm
Hans Samuel Knut Åkerhielm af Blombacka, född 16 oktober 1809 i Sils församling, död 24 september 1879 i Karbennings församling, Västmanlands län, var en svensk friherre, ämbetsman och 1849–1856 landshövding i Norrbottens län.

## Biografi
Knut Åkerhielm af Blombacka föddes 1809 på Silboholm i Sils socken. Han var son till överstelöjtnanten friherre Lars Åkerhielm af Blombacka och Christina Vilhelmina Hummelhielm. Åkerhielm blev student vid Uppsala universitet 1827. Han blev extra ordinarie kanslist i justitierevisionsexpeditionen 29 november 1829, auskultant i Göta hovrätt 30 juli 1830 och i Svea hovrätt 21 juli 1835, extra ordinarie notarie i Svea hovrätt 30 januari 1837, vice häradshövding 29 maj 1838, adjungerad ledamot i  Svea hovrätt oktober 1840, assessor 11 juli 1842, tillförordnad revisionssekreterare 17 december 1847 och föredragande i Högsta domstolen i skiftesärenden 31 oktober 1848.
Han var landshövding i Norrbottens län från 12 juni 1849 till 12 juni 1856. Åkerhielm utnämndes 26 januari 1850 till riddare av Nordstjärneorden. Han var ledamot av riksdagens andra kammare 1867–1868. Åkerhielm avled 1879 på Högfors bruk i Karbennings socken. Åkerhielm är begravd på Österåkers kyrkogård.

### Egendom
Han ägde bruket Högfors bruk i Västmanland.

### Familj
Åkerhielm gifte sig 14 maj 1853 i Stockholm med Maria Ulrika Josefina Björkman (1829–1908), dotter till bruksägaren Axel Erik Björkman och Maria Antoinetta Nordin. De fick tillsammans barnen Knut Oskar Magnus Åkerhielm (1854–1925), Anna Maria Åkerhielm (1855–1921), Elvine Åkerhielm (1857–1915) som var gift med landshövdingen greve Hugo Hamilton, Aimée Åkerhielm (1858–1924), Josefine Åkerhielm (1860–1869), Ebba Augusta Eugenia Åkerhielm (1862–1934) som var gift med kaptenen greve Adolf Ludvig Hamilton, Edvard Ludvig Åkerhielm (1863–1864), kommendörkaptenen Ludvig Åkerhielm (1865–1919), mekanikern Gerhard Tomas Åkerhielm (1867–1902) i Nordamerika, Gustaf Åkerhielm (1869–1869), Edvard Åkerhielm (1869–1870) och Lars Jakob Åkerhielm (1871–1880).

## Utmärkelser
- Riddare av Nordstjärneorden 1850.[5]